# Nikolaus Nilles

P. Nikolaus Nilles SJ, aufgenommen ca. 1875 vom Innsbrucker Fotografen Friedrich Bopp

Nikolaus Nilles SJ (* 21. Juni 1828 in Rippweiler, Großherzogtum Luxemburg; † 31. Januar 1907 in Innsbruck, Österreich) war ein römisch-katholischer Hochschullehrer, Jesuit und Kirchenrechtler.

## Leben
Nikolaus Nilles entstammte einem wohlhabenden Bauerngeschlecht. Nach dem Besuch der Volksschule in seinem Heimatort Rippweiler und dem Athénée Royal in Luxemburg studierte er in Rom als Konviktor des Collegium Germanicum Theologie. Er hörte Vorlesungen bei den Dogmatikern Johannes Baptist Franzelin, Carlo Passaglia (der später aus dem Orden entlassen wurde), Clemens Schrader und Giovanni Perrone sowie dem Kirchenrechtler Camillo Tarquini (1810–1874).
Am 10. April 1852 empfing er in der Lateranbasilika die Priesterweihe durch Costantino Kardinal Patrizi Naro. Eine besondere Ehre für den begabten Studenten war es, dass er am Allerheiligenfest 1852 vor Papst Pius IX. und dem versammelten Kardinalskollegium während des Pontifikalamtes die lateinische Predigt halten durfte.
1853 kehrte er, schon in jungen Jahren ergraut und mit einem Herzleiden behaftet, nach Luxemburg zurück und wurde, obwohl schon Doktor der Theologie und des Kirchenrechts, Kaplan in Ansemburg, später Pfarrer in Tüntingen (Großherzogtum Luxemburg).
Am 28. März 1858 trat er in Baumgartenberg in die Gesellschaft Jesu ein. Schon im folgenden Jahre wurde er als Professor für Kirchenrecht an die Innsbrucker Universität geschickt; dort wirkte Nilles ab 1859 als Extraordinarius, sodann von 1860 bis 1898 als Nachfolger von Josef Staffler SJ als Ordinarius. Diese rasche Berufung hatte ihren Grund in einer schweren Erkrankung Stafflers, war aber auch der Intervention des Freiherrn Karl Ernst Moy de Sons, damals Rector magnificus der Innsbrucker Universität, zu verdanken. In dem von Moy herausgegebenen Archiv für katholisches Kirchenrecht publizierte Nilles ab 1853, also von der ersten Nummer an, Quaestiones selectae in jus liturgicum.
Den Lehrstuhl für Kirchenrecht in Innsbruck hatte Nilles bis zu seiner Emeritierung inne. Mehrfach bekleidete er das Amt des Dekans der Fakultät. Von 1860 bis 1875 leitete er zusätzlich als Regens das international anerkannte Theologenkonvikt St. Nikolaus (Nikolaihaus), das heute nach einem Neubau Canisianum heißt. Für den von ihm dort gegründeten „Priesterverein unter dem Schutz des göttlichen Herzens Jesu“ verfasste er mehrere Gebetbücher; dem Theologenkonvikt gab er neue, penible Instruktionen (Consuetudines), die lange Geltung hatten.
Beim 25-jährigen Amtsjubiläum des Papstes Pius IX. am 16. Juni 1871 überbrachte Karl zu Löwenstein-Wertheim-Rosenberg (seit 1868 Organisator der Katholikentage und Präsident des Zentralkomitees der deutschen Katholiken; 1871 Mitbegründer der Deutschen Zentrumspartei) die „Glückwünsche der deutschen Katholiken“ und bat gleichzeitig darum, das Herz-Jesu-Fest für die ganze Kirche zu einem Fest ersten Ranges zu erheben. Nikolaus Nilles, der eine Quellensammlung zur Herz-Jesu-Verehrung verfasst hatte, war der Autor dieses Textes.
Der Luxemburgische Seminarprofessor Dominik Hengesch (1844–1899), die graue Eminenz in der Diözese Luxemburg, versuchte 1880–1883 Nilles als Kandidaten für den Luxemburger Bischofssitz aufzubauen; dem stand entgegen, dass Nilles als Jesuit keine kirchlichen Würden annehmen durfte (er hätte also den Orden verlassen müssen) und überdies wegen der Innsbrucker Professur die österreichische Staatsbürgerschaft angenommen hatte. Nach langer Vakanz wurde Johannes Joseph Koppes zum Bischof von Luxemburg gewählt.
Nikolaus Nilles galt bei Studenten und Kollegen als gewissenhaft, fromm und bescheiden. Der betagte Gelehrte Nilles starb am 31. Januar 1907 in Innsbruck und wurde in der Grablege der Jesuiten beigesetzt.

## Leistungen
Nilles' besonderes wissenschaftliches Interesse galt den orientalischen Kirchen; die Begeisterung seines Lehrers Passaglia für die griechischen Kirchenväter war hier beeinflussend. Er griff den von Louis de Thomassin d’Eynac geprägten Begriff der Heortologie, der Lehre von den kirchlichen Feiertagen, auf und wandte ihn auf den Festkalender der orientalischen Kirchen an. Dies brachte ihm die Anerkennung des Heiligen Synods, der damaligen Russisch-Orthodoxen Kirchenführung, aber auch des protestantischen Gelehrten Adolf von Harnack ein. Das Kalendarium manuale utriusque ecclesiae orientalis atque occidentalis, das sich mit „Kalenderfragen“ zwischen Ost- und Westkirche befasst, gilt als sein Hauptwerk, das bis heute Bedeutung hat. Wegen seiner liturgierechtlichen Untersuchungen gilt er auch als Liturgiewissenschaftler. „In seinem Forschen und Lehren wandte sich Nilles besonders den Rechtsstrukturen der verschiedenen ostkirchlichen Riten und deren Liturgien zu. Er verfolgte das Ziel, deren Gemeinsamkeiten sichtbar und für das Einigungsstreben der Kirche nutzbar zu machen. (…) Nilles ging es nicht nur um die Erforschung der Geschichte, sondern wesentlich auch um den Dialog in den Kirchen.“

## Werke
- Cholera, Kartoffelkrankheit, Dürre, Überschwemmung, Hagelschlag, Erdbeben und Krieg, Teuerung und Noth. Versuch einer gemeinfaßlichen christlichen Erörterung über das Wesen und die Ursachen der großen Plagen der Gegenwart, sowie über die Mittel dagegen. Würzburg, 1856.
- De Rationibus Festorum Mobilium Utriusque Ecclesiae Occidentalis Atque Orientalis Commentarius usui Clericorum Accomodatus: Accedunt Breves Quaedam Animadversiones in Novam Kalendarii Rationem A Cl. Maedler Propositam. 1868.
- Selecta pietatits exercitia erga sacratissimum cor Jesu et purissimum cor Mariae ex commentario de rationibus festorum utriusque cordis transcripta. Rauch, Oeniponte (Innsbruck) 1869.
- Historia domus S. Nicolai Œniponte alumnis convictus theologorum pro xenio distributa anno 1870. Rauch, Oeniponte (Innsbruck) 1870.
- De rationibus festorum sacratissimi Cordis Jesu et purissimi Cordis Mariae e fontibus juris canonici erutis. Libri IV. Editio quarta, saecularis, in annum a prima revelatione festi ss. Cordis Jesu cc. novis accessionibus adornata. Wagner, Oeniponte (Innsbruck) 1875(4).
- Commentaria in concilium plenarium Baltimorense tertium. 1884.
- Selectae disputationes academicae iuris ecclesiastici. 1886.
- Commentarius de vocatione ad statum ecclesiasticum ex actis academiae iuris canonici. 1892.
- Kalendarium manuale utriusque ecclesiae orientalis et occidentalis, academiis clericorum accomodatum, auspiciis commisarii apostolici auctius atque emendatius iterum. Rauch, Oeniponte (Innsbruck) 1896.
- Kalendarium Christianorum S. Thomae, ritus syro-chaldaici in Malabaria. Rauch, Oeniponte (Innsbruck) 1897.
- Symbolae ad illustrandam historiam Ecclesiae Orientalis in terris coronae Sancti Stephani Maximam partem nunc primum ex variis tabulariis, Romanis, Austriacis, Hungaricis, Transilvanis, Croaticis, Societatis Jesu alliisque fontibus accessu difficilibus erutae. Oeniponte (Innsbruck) o. J.
- Varia pietatis exercitia erga Sacratissimum Cor Jesu cum idoneis instructionibus in usum juniorum clericorum ex libro de pestis utriusque S.S. Cordis exscripta. Rauch, Oeniponte (Innsbruck) 1898.